# ويليام أندرو ماكاي
ويليام أندرو ماكاي هو محامي وقاضي كندي، ولد في 20 مارس 1929 في History of Halifax, Nova Scotia ‏ في كندا، وتوفي في 12 يناير 2013 في هاليفاكس في كندا.